# Alec Utgoff
 (juillet 2022).
Alec Utgoff (russe : Олег Владимирович Утгоф), né le 1er mars 1986 à Kiev, est un acteur britannique d'origine ukrainienne.
Il se fait connaître mondialement en interprétant le rôle du Dr. Alexei dans la série télévisée Stranger Things, créée par les frères Duffer. Il est aussi connu pour ses rôles d'Aleksandr Borovsky dans The Ryan Initiative, Alexi dans San Andreas, Dmitri dans Charlie Mortdecai et Yuri/Dimitri dans The Wrong Mans.

## Biographie
Alec Utgoff est né à Kiev en Ukraine (anciennement République socialiste soviétique d'Ukraine), d'une mère cheffe d'orchestre nommée Roza et d'un père chirurgien cardiaque s'appelant Vladimir.
Il déménage à Londres, à l'âge de 10 ans en 1996. Il y poursuivra des cours de théâtre et sera plus tard diplômé de la prestigieuse Drama Centre London.
Il parle couramment Russe, Ukrainien et Anglais.

## Filmographie

### Cinéma

#### Longs métrages
- 2010 : The Tourist de Florian Henckel von Donnersmarck : Fedka
- 2012 : The Seasoning House de Paul Hyett : Josif
- 2013 : Common People de Stewart Alexander et Kerry Skinner : Veiko
- 2013 : Outpost : Rise of the Spetsnaz de Kieran Parker : Kostya
- 2014 : The Ryan Initiative (Jack Ryan: Shadow Recruit) de Kenneth Branagh : Aleksandr Borovsky
- 2015 : Charlie Mortdecai (Mortdecai) de David Koepp : Dmitri
- 2015 : San Andreas de Brad Peyton : Alexi
- 2015 : Mission impossible : Rogue Nation de Christopher McQuarrie : Un membre de l'équipage de l'A400M
- 2016 : Un traître idéal (Our Kind of Traitor) de Susanna White : Niki
- 2020 : Never Gonna Snow Again (Śniegu już nigdy nie będzie) de Małgorzata Szumowska : Zhenia

#### Courts métrages
- 2010 : Over the Hills de William Walsh : Aaron
- 2011 : The Why Men de Liam Garvo : Torpedo

### Télévision

#### Séries télévisées
- 2010 : MI-5 : Chef Hacker
- 2013 - 2014 : The Wrong Mans : Yuri / Dimitri
- 2015 : River : Sasha Mischenko
- 2016 : Power Monkeys : Alexi
- 2016 : New Blood : Roman
- 2019 : Stranger Things : Dr Alexei Smirnoff
- 2020 : Dracula : Abramoff
- 2022 : Slow Horses : Arkady Pashkine
- 2022 : The Lazarus Project : Rudy

#### Téléfilm
- 2013 : Legacy de Pete Travis : Rhykov